# Mordred
Sir Mordred o Mordret (en gal·lès: Medrawd; en llatí: Medraut) és un personatge de la llegenda artúrica, conegut com el traïdor que va lluitar contra el Rei Artús a la batalla de Camlann, en la que ell va morir i Artús quedà ferit de mort. Existeixen diverses tradicions sobre la seva relació amb Artús, però la més estesa és que era el fill il·legítim d'Artús amb la seva mig-germana Morgause.(en diverses adaptacions, el personatge de Morgause es confon amb Morgana.
En les primeres referències literàries que trobem sobre Mordred, se'ns presenta com fill legítim de Morgause i el seu marit el Rei Lot de les Illes Òrcades. Els seus germans o germanastres foren Gawain, Agravain, Gaheris i Gareth. El seu nom, ja en Gal·lès Medraut, Còrnic Modred, o Bretó Modrot, és un derivat del llatí Moderātus.